# 藤満霞
藤満 霞（ふじみつ かすみ、女性、1989年1月19日 - ）は、日本のプロボクサー。佐賀県出身。関ボクシングジム所属。

## 来歴

### アマチュア時代
兄が鳥栖商業高校のボクシング部で活躍していたのに影響され、中学3年から同部で練習に参加、進学後に初の女子部員3人のうちの1人となった。全日本女子大会演技の部で2位。
2006年、全日本女子実戦の部初出場でフライ級A準決勝まで進むが、新本亜也にRSC負け。
2007年、平成国際大学へ進学。
2009年、全日本女子ライトフライ級1で優勝。
2010年の全日本女子選手権フライ級にエントリー、準決勝で池原久美子（現：池原シーサー久美子）を退け決勝まで進むが、岩川美花に敗れ準優勝。2011年に行われたロンドンオリンピック強化合宿にも参加。
アマチュア時代は好川菜々、伊藤沙月とともに「3大ビジュアルクイーン」と呼ばれた。

### プロ時代
2013年、福岡の関ジムに入門。9月8日C級プロテストを受験し、合格。
12月21日昼の福岡市九電記念体育館のセミファイナルとして剣斬リホ相手に50.0kg契約でプロデビューを果たし、2回TKOで勝利。
2014年6月1日、プロ2戦目にしてメインイベントに抜擢され、古藤冴優吏と対戦。3回終了TKOでデビュー2戦2KO勝利。

## 戦績
- アマチュア：
- プロボクシング：2戦 2勝 2KO

| 戦           | 日付           | 勝敗 | 時間    | 内容 | 対戦相手               | 国籍 | 備考           |
| ------------ | -------------- | ---- | ------- | ---- | ---------------------- | ---- | -------------- |
| 1            | 2013年12月21日 | 勝利 | 2R 0:52 | TKO  | 剣斬リホ(ダッシュ東保) | 日本 | プロデビュー戦 |
| 2            | 2014年6月1日   | 勝利 | 3R終了  | TKO  | 古藤冴優吏(フジタ)     | 日本 |                |
| テンプレート |                |      |         |      |                        |      |                |

## 獲得タイトル
アマチュア
- 第7回全日本女子アマチュアボクシング大会ライトフライ級1優勝